# Templo Cafés

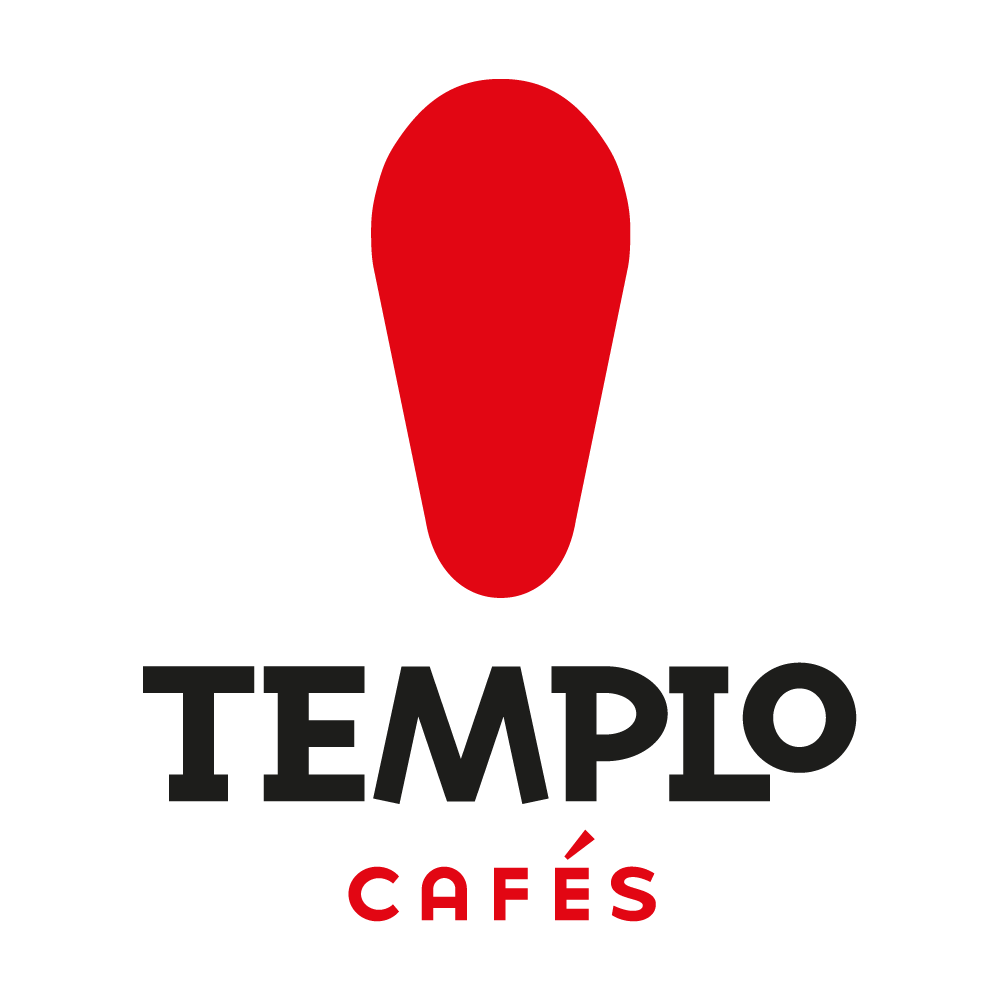
Logotipo Templo Cafés

Templo Cafés es una marca que forma parte del grupo internacional de origen japonés UCC Coffee, especializada en la comercialización de productos de café y relacionados para hostelería.
Ha sido una de las primeras en introducir el café ecológico en el mercado de hostelería español.
En la actualidad es también patrocinador oficial del equipo de MTB español, BH Templo Cafés UCC, liderado por el medallista Carlos Coloma.

## Historia
Templo Cafés se fundó en el año 1996, aunque inicialmente tenía el nombre de "El Templo del Café". En el año 2004 consolidó la nueva denominación e identidad corporativa de Templo Cafés, que se ha mantenido hasta hoy.
La marca ha ido ampliando su presencia en España, desde la apertura oficial de su primera delegación oficial en Valladolid en 1997. Hoy en día está presente con 17 delegaciones repartidas por todo el territorio nacional y una delegación en Lisboa, Portugal.
En el año 2002 lanza el café envasado en lata, una solución de envase con la que es posible mantener todas las cualidades organolépticas del café y conseguir un mejor resultado en taza.
Ese mismo año también lanza el café ecológico. Templo Cafés fue de las primeras marcas que comercializó café ecológico en España en el mercado de la hostelería.
Antes de formar parte de UCC Coffee, la marca se convirtió en una de las principales del mercado español. En 2005 alcanzó la cifra de un millón de kilos de café vendidos en un mimo año. En 2008 amplió su plantilla profesional hasta los 100 trabajadores y en 2011 alcanzó la cifra de 10.000 clientes a nivel nacional, que hoy en día ya ha duplicado.
El año 2012, Templo Cafés pasa a formar parte del grupo japonés UCC Coffee que tiene presencia internacional en los 5 continentes.
Precisamente al año siguiente, en 2013, Templo Cafés comienza también su expansión internacional, con la inauguración de la primera delegación de la marca en Lisboa (Portugal).
Para divulgar y transmitir la cultura cafetera a más personas en España, la marca creó en 2015 la primera Escuela de Café Templo. En 2017 ya tenía abiertas 10 Escuelas de Café Templo por todo el país, especializadas en la formación de baristas profesionales.
También ha aumentado la sostenibilidad en el proceso de comercialización de su café. En 2020 lanzó su café ecológico en formato de envase de lata y en 2021 implantó las cápsulas de aluminio para café.

## Patrocinador oficial de MTB
Desde el año 2018, Templo Cafés es patrocinador oficial del equipo de MTB BH Templo Cafés UCC.
El equipo fundado en La Rioja, tiene en su formación a Carlos Coloma, Pablo Rodríguez, Rocío del Alba y David Valero (medalla de bronce en Tokio 2020) y Natalia Fischer, campeona del mundo de XCM en 2021.
Además la marca también es patrocinadora oficial de BH Templo Cafes UCC Co-Factory, equipo sub-23 de mountaine bike.